# Holländischbrookfleetbrücke
Die Holländischbrookfleetbrücke ist eine Straßenbrücke im Hamburger Stadtteil Hafen-City. Die im Jahr 1902 erbaute Brücke führt die Dienerreihe über den Holländischbrookfleet.

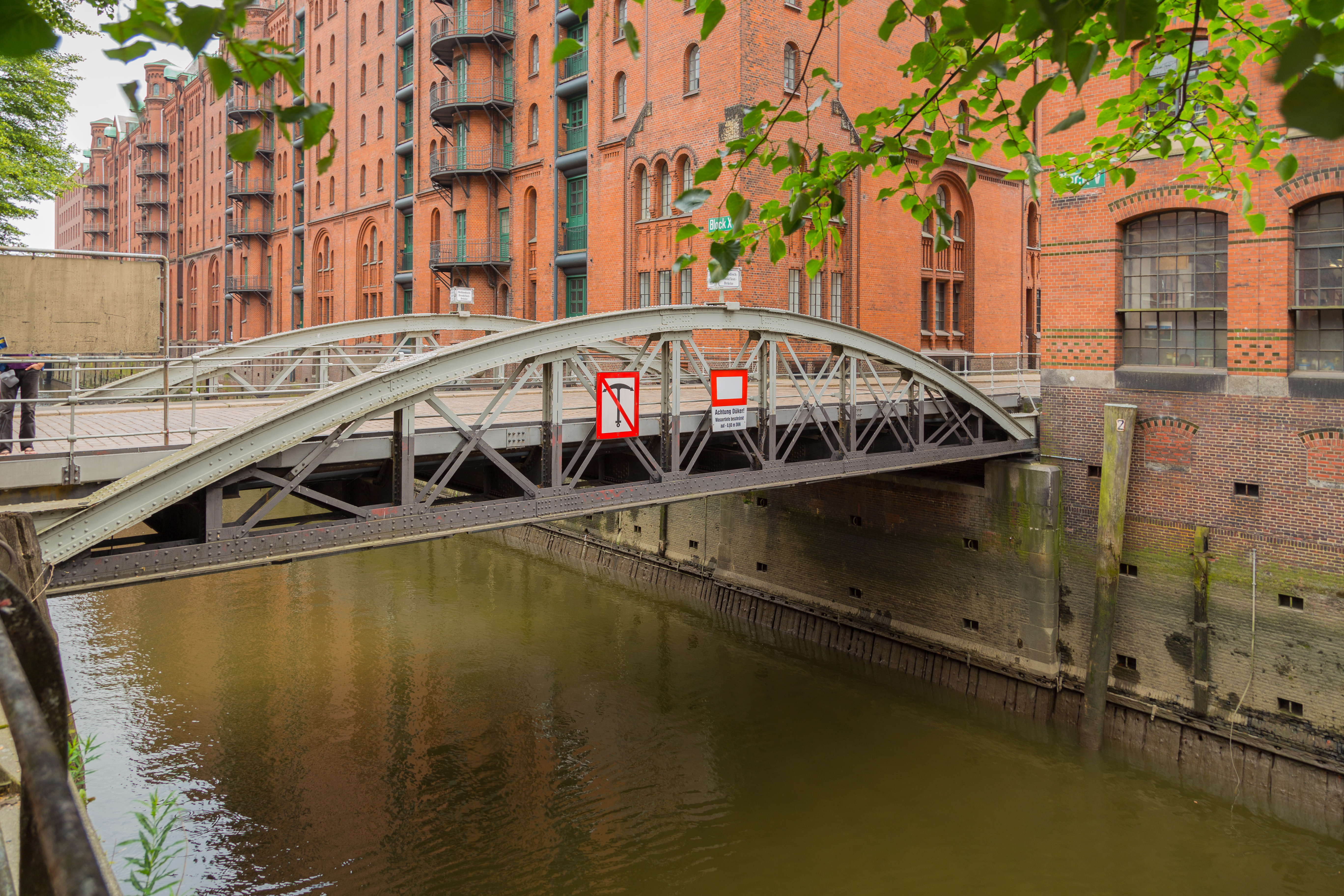
Holländischbrookfleetbrücke

Die Bezeichnung „Holländischbrookfleet“ wurde 1560 erstmals urkundlich erwähnt. Der Name leitet sich ab von den ehemaligen Anwohnern, die aus den Niederlanden stammten, und sich in Hamburg angesiedelt hatten, nachdem sie vor der spanischen Besatzung geflohen waren. Ein „Brook“ bezeichnet in Hamburg tiefer liegendes Sumpfland.
Die Holländischbrookfleetbrücke ist eine Bogenbrücke wie die meisten Brücken über die Kanäle der Speicherstadt jener Zeit und war Teil ihres dritten und finalen Bauabschnitts. Im gleichen Zeitraum entstanden die Wandrahmsfleetbrücke (1900) und die Poggenmühlenbrücke (1913).
Die Brücke steht unter Denkmalschutz und ist mit der Nummer 12484 von der Hamburger Behörde für Kultur und Medien als Kulturdenkmal erfasst.